# Morr Music
Morr Music est un label indépendant berlinois fondé en 1999 par Thomas Morr.

## Artistes
- The American Analog Set
- Amiina
- Apfelsin Bros.
- B. Fleischmann
- Benni Hemm Hemm
- Butcher the Bar
- Duo 505
- Fenster
- FM Belfast
- The Go Find
- Guther
- ISAN
- It's a Musical
- Lali Puna
- Masha Qrella
- Ms. John Soda
- múm
- The Notwist
- Orcas
- People Press Play
- Phonem
- Radical Face
- Seabear
- Sin Fang
- Sóley
- Styrofoam
- Tarwater
- Tied & Tickled Trio